# Alunus amatus
Alunus amatus är en fjärilsart som beskrevs av Erich Martin Hering 1935. Alunus amatus ingår i släktet Alunus och familjen snigelspinnare. Inga underarter finns listade i Catalogue of Life.